# C.A. Christensen
Carl Andreas Christensen (15. oktober 1906 i Toftlund – 11. maj 1989) var en dansk historiker med speciale i dansk middelalder. Han var en af de ledende kræfter bag udgivelsen af kildesamlingen Diplomatarium Danicum og oversættelsen til dansk, Danmarks Riges Breve.

## Uddannelse
C.A. Christensen blev konfirmeret i 1920 og kom i lære i faderens tømrerforretning, men sprang fra og gennemførte i stedet et studieforløb i København, hvilket afsluttedes med studentereksamen (privat dimitteret) i 1926. Året efter besvarede han en prisopgave om Danmarks lokalstyrelse omkring 1600, fik accessit og blev mag.art. i historie i 1933.

## Virke
C.A. Christensen forfattede flere afhandlinger, den første af disse var Nedgangen i Landgilden i 14. Aarhundrede,
som fulgtes af andre, ofte med Sønderjylland som emne. I 1934 blev han medarbejder ved udgivelsen af samlingen af latinske middelalderdiplomer, og dette skulle blive hans livsopgave uden, at han derved forsømte sit engagement i anden historieforskningsmæssig sammenhæng. I de første år bestod hans arbejde i at opspore de originale dokumenter, få dem afskrevet og om muligt få fastlagt deres stemma, det vil sige deres oprindelseshistorie og indbyrdes sammenhæng. Første bind af diplomatariet udkom i 1938. Han har en stor del af æren for, at arbejdet med diplomatoriet fortsatte under og efter 2. verdenskrig.

## Tillidsposter
C.A. Christensen blev i 1939 indvalgt i Det Danske Sprog- og Litteraturselskab og i 1950 i Selskabet til udgivelse af kilder til Danmarks historie. For sidstnævnte stod han blandt andet for den komplette udgivelse af Roskildebispens Jordebog fra omkring 1370. I 1960 blev han indvalgt i Kungliga samfundet för utgivande av handlinger rörande Skandinaviens historia, i 1961 i Det kongelige danske Selskab for Fædrelandets Historie, i 1968 i Landbohistorisk Selskab og i 1969 i "ødegårdsudvalget" (et videnskabeligt udvalg til udforskning af danske ødegårde i senmiddelalderen), hvor han medvirkede ved Hornsherredundersøgelsen, udgivet i 1977. Han var Ridder af Dannebrog.

## Forfatterskab
- C.A. Christensen (1930), "Nedgangen i landgilden i det 14. aarhundrede.", Historisk Tidsskrift, 10 (1): 446-465, Wikidata  Q104080239
- C. A. Christensen: "Estrids og dronning Margretes gaver til Roskilde kapitel" (Historisk Tidsskrift, 11. række, Bind 3; 1950) (Webside ikke længere tilgængelig)
- C. A. Christensen: "De to sognelister i Roskildebispens jordebog" (Historisk Tidsskrift, 11. række, Bind 3; 1950) (Webside ikke længere tilgængelig)
- C.A. Christensen (1961), "Krisen på Slesvig Domkapitels jordegods 1352-1437", Historisk Tidsskrift, 11 (6), Wikidata  Q104079988
- C. A. Christensen: "Ændringerne i landsbyens økonomiske og sociale struktur i det 14. og 15. århundrede" (Historisk Tidsskrift, 12. række, Bind 1; 1964) (Webside ikke længere tilgængelig)
- C. A. Christensen: "Falsterlistens tal og talforhold samt deres tolkning" (Historisk Tidsskrift, 12. række, Bind 4; 1969) (Webside ikke længere tilgængelig)
- C. A. Christensen: "Roskildekirkens jordegods før år 1200" (Historisk Tidsskrift, 14. række, Bind 1; 1980) (Webside ikke længere tilgængelig)
- C. A. Christensen: "Begrebet bol. Et vidnesbyrd om vikingetidens storbondesamfund" (Historisk Tidsskrift, 14. række, Bind 4; 1983) (Webside ikke længere tilgængelig)
- C. A. Christensen: "Census regis – et grundskyldsbegreb. Bol – et ejendomsbegreb" (Historisk Tidsskrift, 15. række, Bind 2; 1987) (Webside ikke længere tilgængelig)
- C. A. Christensen: "Toftbegrebet. Vidnedsbyrd om et oprindeligt stormandssamfund" (Historisk Tidsskrift, 15. række, Bind 5; 1990) (Webside ikke længere tilgængelig)